# Istituto di matematica Steklov
L'Istituto di matematica Steklov dell'Accademia russa delle scienze (in russo Математический институт им. В. А. Стеклова Российской академии наук?, Matematičeskij institut im. V. A. Steklova Rossijskoj akademii nauk), detto anche Istituto matematico Steklov, o semplicemente Istituto Steklov, è un istituto di ricerca matematica che ha sede a Mosca.

## Storia e articolazione
L'istituto fu costituito il 24 aprile 1934 per decisione dell'assemblea generale dell'Accademia russa delle scienze.
L'istituto prende il nome dal matematico Vladimir Andreevič Steklov.
Nel 1940 fu trasferito a Mosca, ma la sua vecchia sede rimane il dipartimento di Leningrado. Oggi, questo dipartimento è diventato un istituto separato, chiamato  dipartimento di San Pietroburgo dell'istituto di matematica Steklov dell'Accademia russa delle Scienze o PDMI RAS, situato a San Pietroburgo, sebbene non sia legato all'istituto di matematica Steklov.

## Organizzazione
L'istituto è organizzato nei seguenti 12 dipartimenti:
- dipartimento di algebra,
- dipartimento di analisi complessa,
- dipartimento di equazioni differenziali,
- dipartimento di matematica discreta,
- dipartimento di teoria delle funzioni,
- dipartimento di geometria e topologia,
- dipartimento di logica matematica
- dipartimento di fisica matematica,
- dipartimento di meccanica,
- dipartimento di teoria dei numeri,
- dipartimento di teoria delle probabilità e statistica matematica,
- dipartimento di fisica teorica.

Ad essi si affianca il settore di reti di computer e tecnologie dell'informazione.

## Direttori
- Valerij Vasil'evič Kozlov